# Sandmask
Sandmask (Arenicola marina) är en havsborstmask som lever nedgrävd i sandiga bottnar. Havsborstmasken förekommer längs nordöstra Atlanten och Nordsjöns kuster till Medelhavet. Den finns på bottnar i grunda vatten och i tidvattenzonen. Sandmasken blir cirka 20 centimeter lång och det rör den gräver och lever i är U-format. 
Det nedgrävda djuret ser man sällan, men dess närvaro visas av de exkrementhögar som det lämnar. Exkrementhögarna består av sand, eftersom sandmasken livnär sig på små organiska partiklar som fastnat på sandkorn, vilka den får i sig genom att äta sand.

## Kännetecken
Förekomst av sandmask visas av dess exkrementhögar som bildas vid rörets ena öppning, dessa består av sand och har ett slingrande utseende. Den andra öppningen på röret syns som en trattformig fördjupning.
Sandmasken blir upp till cirka 20 centimeter lång. Havsborstmaskens utseende kan variera, färgen kan vara rödaktig till mer rosaktigt, närmast köttfärgad, eller gulgrön till svartgrön eller närmast svart. Kroppen är cylindrisk. Den ena änden av kroppen, cirka en tredjedel är smalare än resten av kroppen. På den mellersta delen av kroppen har segmenten finförgrenade röda gälar.

## Levnadssätt
Sandmasken överlever vintern i tempererade områden genom att gräva sig djupare ned i bottnen. Om bottnen fryser så kan den överleva upp till en månad. Den kan inte krypa men kan förflytta sig genom att simma. När den flyttar sig gräver den ner sig där den hamnar på bottnen. 
Sandmasken livnär sig på små organiska partiklar som fastnat på sandkorn vid mynningen till dess rör. Den får i sig födan genom att äta sand och när den gör sig av med sanden bildas de typiska exkrementhögarna.